# Stefan Cornelis
Pour les articles homonymes, voir Cornelis.
Stefan Cornelis, né le 21 mai 1965 à Furnes est un homme politique belge bruxellois, membre de OpenVLD. 

## Fonctions politiques
- Membre du Parlement de la Région de Bruxelles-Capitale :
- depuis le 10 juin 2014